# Coptotomus serripalpus
Coptotomus serripalpus är en skalbaggsart som beskrevs av Thomas Say 1830. Coptotomus serripalpus ingår i släktet Coptotomus och familjen dykare. Inga underarter finns listade i Catalogue of Life.